# Paul Faulquemont
Pour les articles homonymes, voir Faulquemont.
Pierre-Charles Lamarle, dit Paul Faulquemont ou Paul de Faulquemont, né à Metz le 14 octobre 1805 et mort à Paris 19e le 15 décembre 1872, est un journaliste et auteur dramatique français.

## Biographie
On ignore à quel moment et dans quelles circonstances ce fils d'avoué auprès du tribunal de première instance de Metz s'est lancé dans une carrière de journaliste à Paris. Toujours est-il qu'il devient rédacteur en chef de L'Europe théâtrale et de La France industrielle et collabore à de nombreux journaux parisiens, dont L'Indépendance dramatique et Le Tintamarre de Touchatout.
Il est également l'auteur de drames et de vaudevilles, pour la plupart écrits en collaboration et dont une partie seulement a été imprimée.
À l'occasion de son décès, on peut lire dans Le Tintamarre du 23 février 1873 sous la plume de son directeur et rédacteur en chef, Léon Bienvenu :

« Nous apprenons avec douleur la mort de notre ancien collaborateur, M. de Faulquemont. Pendant de longues années, nos lecteurs ont pu apprécier le talent et la verve de cet écrivain, et, bien que depuis quelque temps il ne fut plus des nôtres, nous avions conservé avec lui les rapports les plus agréables.
Faulquemont avait beaucoup travaillé, surtout pour le théâtre, et y avait obtenu des succès. Il appartenait à cette pléiade des écrivains de 1830 qui disparaissent hélas ! chaque jour, un à un, nous laissant, à nous autres, la charge bien lourde de les continuer, car ils avaient, eux, ce qui manque à notre génération poussive et ce que notre devoir est de chercher à reconquérir : la foi et l'enthousiasme.
Il est vrai qu'ils n'avaient pas eu l'Empire ; ce qui est notre excuse et, à coup sûr, notre encouragement.
Faulquemont se recommande surtout à notre souvenir par un côté particulier de son caractère.
Déjà vieux, fatigué, pas heureux, il n'en était pas moins indulgent aux jeunes, même aux jeunes qu'il avait vus arriver auprès de lui. C'est assez rare pour qu'on le mentionne. L'âge, surtout dans notre métier, a trop souvent pour double effet d'éteindre l'esprit et d'attiser les vanités.
Faulquemont échappa à cette triste infirmité de la vieillesse. Il avait fait son œuvre, et les succès des jeunes ne provoquaient chez lui ni jalousie ni plaintes.
Ce que nous pouvons dire de meilleur au vieux compagnon qui vient de nous quitter, c'est que, si nous devons vieillir à notre tour, nous désirons devenir ce qu'il devint par l'esprit et surtout rester ce qu'il resta par le cœur. »

## Théâtre
sous le nom de Paul Lamarle
- 1845 : Barbeau fils aîné, vaudeville en 1 acte, avec Auguste Vitu, au théâtre Beaumarchais (13 février) [non imprimée]
- 1845 : Perlerinette, ou les Francs Jobards, vaudeville en 1 acte, avec Auguste Vitu, au théâtre du Luxembourg (25 avril) [non imprimée]
- 1846 : Les Sauvages pour rire, vaudeville en 1 acte, avec Auguste Vitu et Théodore Barrière, au théâtre du Luxembourg (1er janvier) [non imprimée]

sous le nom de Paul Faulquemont
- 1844 : Aubry le boucher, drame en 4 actes de Faulquemont et Henri Marcaille, Théâtre Beaumarchais (24 octobre)
- 1845 : La Grande Bourse et les Petites Bourses, à-propos-vaudeville en 1 acte de Faulquemont et Clairville, Théâtre du Vaudeville (8 novembre)
- 1846 : Paquita, ballet-vaudeville en 3 actes de Faulquemont, Paul Foucher, musique de Jules Bariller, Académie royale de musique (1er avril) Texte en ligne
- 1846 : Le Prisonnier sur parole, drame en 3 actes de Faulquemont et Paul Foucher, Théâtre Beaumarchais (6 juin)
- 1847 : Les Chroniques bretonnes, pièce fantastique en 1 acte de Faulquemont, Clairville et Théodore Barrière, Théâtre des Variétés (28 novembre)
- 1851 : Un fameux numéro ! vaudeville en 1 acte de Faulquemont, Émile Colliot et Hippolyte Lefebvre, Théâtre des Variétés (17 août)
- 1852 : Les Deux Inséparables, comédie-vaudeville en 1 acte de Faulquemont et Léon Lelarge, Théâtre des Variétés (28 novembre)
- 1852 : Le Colonel Chabert, ou la Femme à deux maris, drame en 5 actes de Faulquemont et Adolphe Favre, d'après Balzac, Théâtre Beaumarchais
- 1860 : Les Portraits-Cartes, vaudeville en 1 acte, avec Adolphe Favre, Théâtre de la Gaîté (16 décembre)
- 1860 : Le Marchand de parapluies, revue de l'année 1860, en 3 actes de Faulquemont et Jean Louis Auguste Commerson, Théâtre Beaumarchais (17 décembre)
- 1862 : L'Orfèvre du Pont-au-change, ou Paris en 1480, drame en 5 actes de Faulquemont et Adolphe Favre, Théâtre Beaumarchais (13 décembre)
- 1863 : Le Capitaine Balthazar, drame en 5 actes de Faulquemont et Léon Marcy, Théâtre Beaumarchais (22 août)
- 1864 : Un martyr de la victoire, drame en 5 actes, dont un prologue, de Faulquemont et Adolphe Favre, Théâtre de Belleville (26 juin)
- 1866 : Les Vraies Filles de marbre, vaudeville en 1 acte de Faulquemont et Léon Taratte, Théâtre des Nouveautés (26 mai) [non imprimée]
- 1871 : Le Siège des épiciers, vaudeville en 3 actes de Faulquemont et Henry Buguet, Théâtre des Menus-Plaisirs (27 mars) [non imprimée]